# تاتسویا اونودرا
تاتسویا اونودرا (انگلیسی: Tatsuya Onodera؛ زادهٔ ۴ اوت ۱۹۸۷) بازیکن فوتبال اهل ژاپن است.
از باشگاه‌هایی که در آن بازی کرده‌است می‌توان به باشگاه ورزشی توچیگی اشاره کرد.